# Fujiwara no Michinobu
Fujiwara no Michinobu (Nhật: 藤原道信 (Đằng Nguyên Đạo Tín) 972-994) là nhà thơ waka Nhật Bản vào giữa thời kỳ Heian. Một trong những bài thơ của ông nằm trong tập thơ nổi tiếng Ogura Hyakunin Isshu. Tập thơ cá nhân của ông mang tên Michinobu-shū (道信集) vẫn còn được lưu truyền.

## Tiểu sử

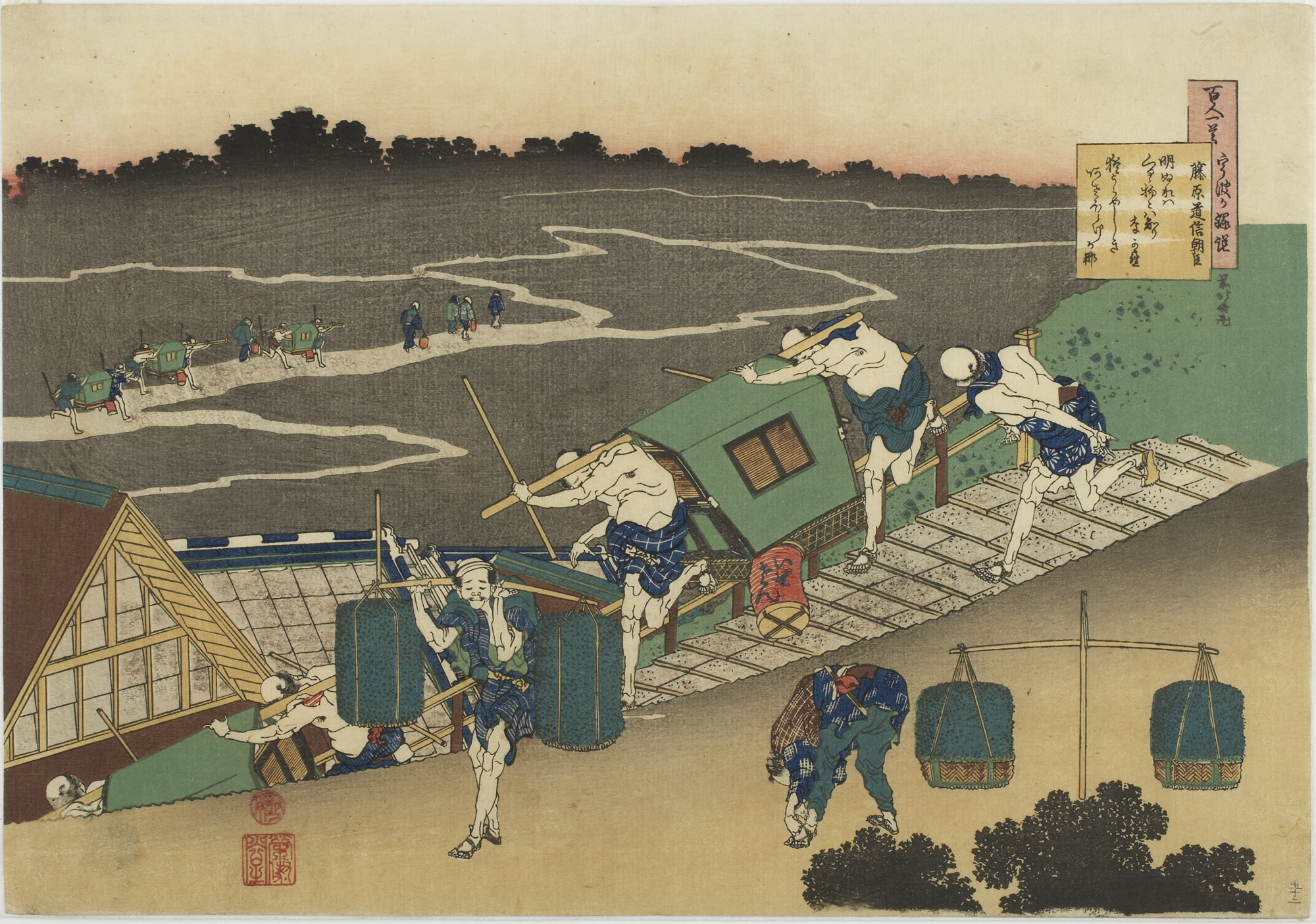
Katsushika Hokusai, Những bài thơ của Fujiwara no Michinobu Ason, 1839, Bào tàng nghệ thuật đại học Princeton, một bài thơ của ông được ghi chép ở góc trên bên phải tấm hình:
Biết sau khi trời sáng,
Ngày sẽ ngã hoàng hôn.
Đêm nay mình lại gặp.
Nhưng vẫn ghét hừng đông.

Sinh năm 972, ông là con trai của Thái Chính Đại Thần Fujiwara no Tamemitsu. Mẹ ông là Fujiwara no Moriko, con gái của Fujiwara no Tsunekuni. Ông có tài thiên phú về thơ waka nhưng lại mất sớm, lúc chỉ mới 23 tuổi.
Ông là Thống lĩnh quận cận vệ, dù mất sớm nhưng ông được biết đến là một nhà Thống lĩnh tài năng.

## Thơ Fujiwara no Michinobu
48 bài thơ của ông nằm trong tập thơ Nijūichidaishū và ông là một trong Ba mươi sáu ca tiên.
Đây là bài thơ được đánh số 52 trong tập thơ Ogura Hyakunin Isshu do Fujiwara no Teika biên tập:
| Nguyên văn:                                                      | Phiên âm:                                                             | Dịch thơ: | Diễn ý: |
| ---------------------------------------------------------------- | --------------------------------------------------------------------- | --- | --- |
| 明けぬれば 暮るるものとは 知りながら なほうらめしき 朝ぼらけかな | Akenureba Kururu mono to wa Shirinagara Nao urameshiki Asaborake kana | Biết sau khi trời sáng, Ngày sẽ ngã hoàng hôn. Đêm nay mình lại gặp. Nhưng vẫn ghét hừng đông. (ngũ ngôn) Tuy ngày rạng đưa đêm về, Vẫn mong đừng sáng để kề bên nhau. (lục bát) | Nếu ngày rạng ra Thì chẳng mấy chốc đêm lại về mà thôi. Biết rằng đêm đến thế nào cũng gặp lại nhau. Nhưng cảnh trời hừng sáng vẫn đáng ghét làm sao. |

### Xuất xứ
Goshūi Wakashū ( Hậu Thập Di Tập) thơ luyến ái phần 2, bài 672.

### Hoàn cảnh sáng tác
Lời thuyết minh của tập Goshūi Wakashū cho biết bài thơ này vịnh cảnh buổi sáng từ giã khi đôi tình nhân "chia áo" ra về và bên ngoài đang có tuyết rơi. Cảnh tuyết không liên quan gì đến bài này nhưng xuất hiện trong bài thơ thứ hai cũng làm vào cùng một dịp. Có lẽ là vì tuyết trắng quá nên trời có vẻ mau sáng hơn, làm cho đôi tình nhân không vui.

### Đề tài
Nỗi thống khổ trong tình yêu không thể lấy lý trí để mà hiểu được.
Suy nghĩ theo lý trí thì hết sáng rồi sẽ đến tối và gặp lại nhau nữa chứ có gì phải buồn nhưng có sự mâu thuẫn trong tâm lý người trong cuộc. Họ không muốn cho trời sáng để được kéo dài giây phút quyến luyến bên nhau.

## Đường dẫn ngoài
- McMillan, Peter. Năm 2010 (Bản in đầu, Năm 2008). Một Trăm Nhà Thơ, Mỗi Vị Một Thơ. New York: Nhà xuất bản Đại Học Columbia. (tiếng Anh)
- Suzuki Hideo, Yamaguchi Shin'ichi, Yoda Yasushi. Năm 2009 (Bản in đầu, Năm 1997). Genshoku: Ogura Hyakunin Isshu. Tokyo: Bun'eidō. (tiếng Nhật)
- Một trăm bài thơ Nhật Bản cổ (Hyakunin-isshu), biên dịch bởi William N. Porter, 1909, tại trang sacred-texts.com (tiếng Anh)
- Ogura Hyakunin Isshu, biên dịch bởi chimviet.free.fr Lưu trữ ngày 22 tháng 12 năm 2016 tại Wayback Machine
- Fujiwara no Michinobu trên Kotobank.
- Danh sách những bài thơ của Michinobu Lưu trữ ngày 4 tháng 3 năm 2016 tại Wayback Machine trong trang thơ waka online của Trung tâm nghiên cứu quốc tế về Nhật Bản học